# Hela familjens semestertriangel - Helsingfors-Tammerfors-Åbo
Hela familjens semestertriangel - Helsingfors-Tammerfors-Åbo er en dansk dokumentarfilm fra 1981 instrueret af Aksel Hald-Christensen.

## Handling
Aksel Hald-Christensen guider igennem Finlands seværdigheder og turistattraktioner omkring og i byerne Helsingfors, Tammerfors og Åbo.